# Palácio Real de Bruxelas
O Palácio Real de Bruxelas (em neerlandês Koninklijk Paleis van Brussel; em francês Palais Royal de Bruxelles) é o palácio oficial do rei dos belgas em Bruxelas, capital da Bélgica. Localiza-se ao lado oposto do prédio do Parlamento, no outro lado do Parque de Bruxelas. Os dois edifícios simbolizam o sistema de governo da Bélgica: a monarquia constitucional.
Embora não seja usado como uma residência real, já que o rei e sua família vivem no Castelo Real de Laeken, o Palácio funciona como o local onde o rei Filipe realiza suas prerrogativas como Chefe de Estado, concede audiências e lida com os negócios de Estado.
Além dos escritórios do rei e da rainha, o Palácio Real abriga os serviços de marechal-mor da Corte, do chefe do gabinete do rei, do chefe da casa militar do rei e do intendente da lista civil do rei. Seus interiores também são utilizados para grandes eventos e para a recepção de chefes de Estado estrangeiros.

## História
A fachada que é vista hoje somente foi construída depois de 1900, sob a iniciativa do rei Leopoldo II. A estrutura original do palácio remonta ao fim do século XVIII. Entretanto, o terreno em que se encontra foi, certa vez, parte de um complexo palacial muito antigo, erguido durante a Idade Média.

### Palácio de Coudenberg
Coudenberg (ou Koudenberg) é um pequeno morro onde o antigo palácio de Coudenberg foi construído, entre a segunda metade do século XI e a primeira metade do século XII. À época, provavelmente parecia um castelo fortificado, sendo parte das fortificações da cidade de Bruxelas. Foi a residência dos duques de Brabante, que também residiram na cidade próxima de Leuven e no castelo de Tervuren. 
Nos século seguintes, foi reconstruído, aumentado e aprimorado de acordo com o crescente prestígio dos duques e seus sucessores; os duques de Borgonha, o imperador Carlos V, o arquiduque Alberto da Áustria e a infanta Isabel da Espanha e os sucessivos governadores dos Países Baixos espanhóis.
A Sala do Trono foi construída para Filipe, o Bom, no século XV. Foi nesta sala que o imperador Carlos V abdicou em favor de seu filho Filipe II da Espanha. Contudo, o complexo palacial foi destruído por um incêndio por volta de 1731. As ruínas desapareceram somente quando o distrito foi reconstruído, depois de 1775. Como conseqüência, surgiu a Praça Real. 
Escavações do local por organizações arqueológicas revelaram vários restos de diferentes partes do palácio, e as abóbadas monumentais abaixo da praça podem ser visitadas.

### O novo palácio

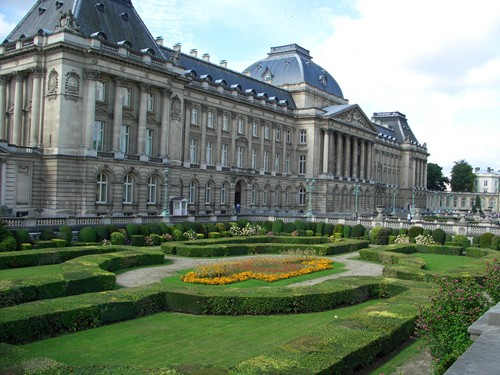
O Palácio Real e seus jardins.

O príncipe Carlos Alexandre de Lorena, então governador dos Países Baixos espanhóis, mandou construir um novo palácio em um local próximo ao antigo palácio da família Nassau, hoje parte da Biblioteca Real da Bélgica. Os jardins do palácio foram projetados para tornarem-se públicos. O arquiteto francês Gilles Barnabé Guimard construiu ao norte o então prédio do Conselho de Brabante, que atualmente abriga o Parlamento Federal Belga. Uma rua próxima ao parque levava também a duas mansões: uma era a residência do abade da Abadia de Coudenberg e a outra era habitada por membros do governo importantes.
Após o Congresso de Viena em 1814, Bruxelas tornou-se, ao lado de Haia, a capital do Reino Unido dos Países Baixos. Foi por ordem de Guilherme I que a rua foi coberta e as duas mansões incorporadas a uma galeria. O recém criado "palácio" recebeu uma fachada neoclássica criada por Tilman-François Suys, com um peristilo no meio e uma grande sacada.
A rua ao lado do palácio foi aumentada, originando a Praça do Palácio, que acabou se chamando Praça dos Palácios, pois outro palácio foi construído do lado esquerdo do Palácio Real, em 1823. Essa nova construção foi realizada para dar uma residência ao então Príncipe de Orange (futuro Guilherme II dos Países Baixos). Hoje, é a sede das Academias Reais de Ciências e Artes da Bélgica. Os salões das antigas mansões foram incorporados ao Palácio Real, sendo parcialmente mobiliados. Alguns permaneceram após renovações durante os séculos XIX e XX. Guilherme I foi responsável pela decoração do chamado Salão Império, projetado como um salão de baile. Foi executado pelo famoso escultor francês François Rude, em tons de creme e ouro.

### Extensões por Leopoldo II
Após a Revolução Belga, o Palácio foi oferecido ao rei Leopoldo de Saxe-Coburgo-Gota, que ascendeu ao trono como o primeiro rei dos belgas. Assim como seu predecessor, Guilherme II, ele usou o palácio sobretudo para recepções oficiais, vivendo no Castelo Real de Laeken. Durante seu reinado (1831-1865), o palácio sofreu poucas modificações. 
Foi seu filho e sucessor, Leopoldo II, que julgou o prédio ser muito modesto para um rei de sua estatura, aumentando e embelezando o palácio até a sua morte, em 1909. Alphonse Balat responsabilizou-se pela adição da Grande Escadaria, do Salão do Trono e da Grande Galeria. Uma nova fachada chegou a ser projetada por ele, mas Balat morreu antes de executá-la. Em 1904, a nova fachada foi executada por Henri Maquet, que adicionou ao exterior um jardim formal para separar o Palácio Real da chamada Praça dos Palácios. 

## Interiores

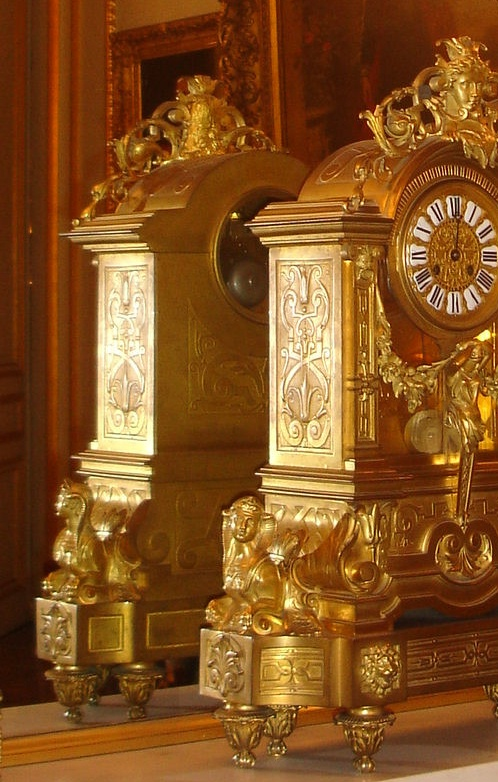
Relógio
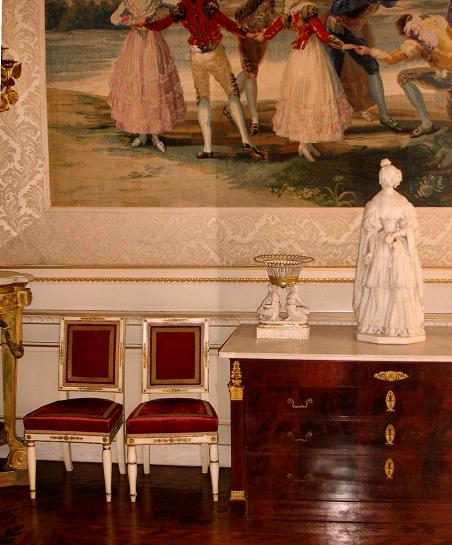
Salão de Goya
O Céu de Deleite, por Jan FabreO Céu de Deleite, por Jan Fabre
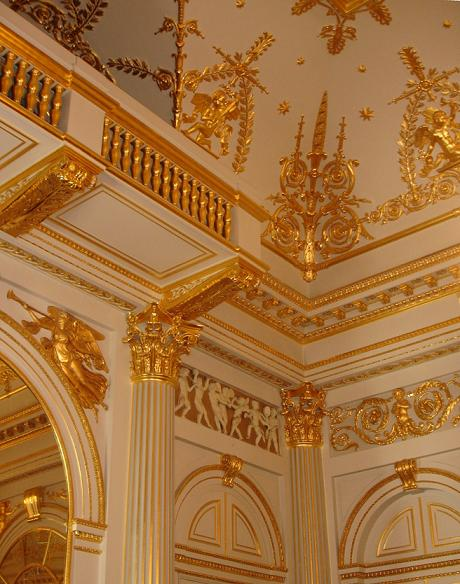
Salão Império
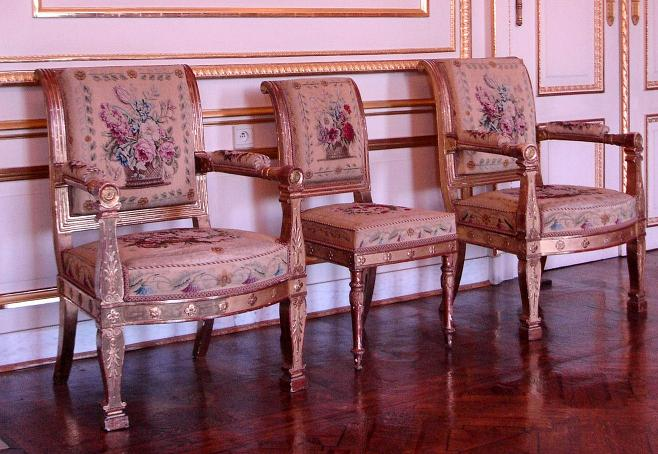
Móveis
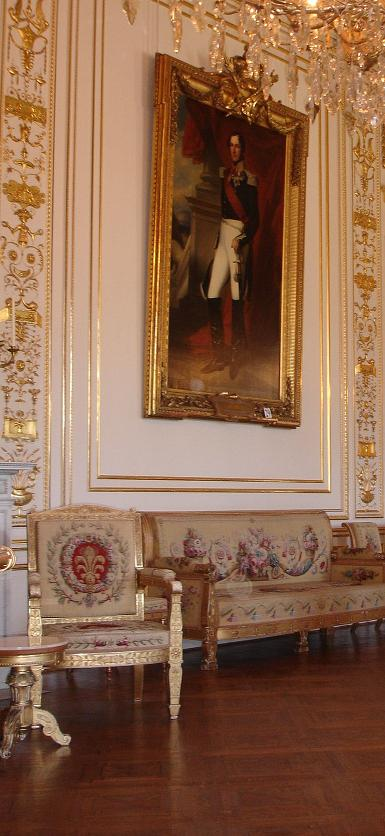
O Grande Salão Branco
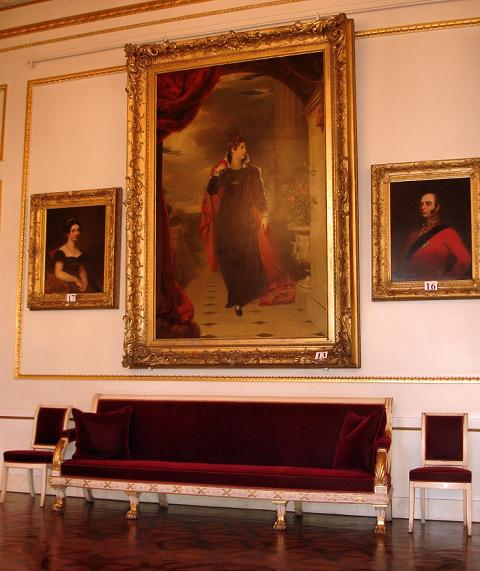
Retrato de Carlota de Gales
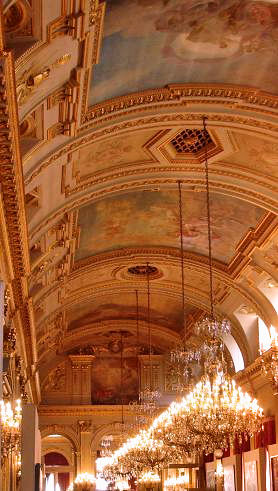
Grande Galeria